# Астрофиллит
Астрофилли́т — минерал класса силикатов, титаноцирконосиликат с комбинированной слоисто-ленточной кристаллической структурой. Назван от греческого слова «астра» — звезда.
Образует включённые в породу удлинённо-пластинчатые кристаллы и эффектные звёздчатые, спутанно-волокнистые или параллельно-волокнистые агрегаты. Разлагается в серной и соляной кислотах. Большого практического значения не имеет, но представляет собой ценный коллекционный минерал. Из породы, содержащей ярко блестящие игольчатые и звездчатые включения астрофиллита, иногда делаются камнерезные изделия и сувениры.

## Нахождение в природе
Происхождение магматическое, встречается в нефелиновых сиенитах и в щелочных пегматитах. Сопутствующие минералы: эгирин, циркон, полевые шпаты, титанит, биотит, натролит. Лучший в мире астрофиллит добывается на Кольском полуострове в Хибинских горах, где он образует красивые скопления в виде "солнц", "снопов" и "дождиков". особенно эффектно смотрятся такие золотистые выделения на белоснежном альбите. На Кольском полуострове в верховьях Ров-реки в Кейвах также встречается астрофиллит в кварце - уникальный коллекционный и ювелирно-поделочный материал (кварц кислый минерал, астрофиллит щелочной и их совместное нахождение является нонсенсом). Кроме Кольского полуострова, астрофиллит в кварце найден на Мадагаскаре и в Пакистане, однако эти образцы существенно уступают российским. 
Встречается астрофиллит также в Гренландии, Норвегии, Средней Азии, Якутии, Прибайкалье, США.